# Léon Zyguel
Léon Zyguel (geboren 1. Mai 1927 in Paris; gestorben 29. Januar 2015 in Montreuil) war ein französischer jüdischer Überlebender der KZs Auschwitz und Buchenwald. Als Zeitzeuge des Holocaust berichtete er über seine Erlebnisse in den Lagern.

## Leben
Zyguel wurde 1927 in Paris als eines von sechs Kindern der polnischen Juden Aron (1894–1942) und Rachel Zyguel (1901–1988) geboren, die 1918 nach Frankreich ausgewandert waren.
Schon kurz nach der deutschen Besetzung Frankreichs während des Zweiten Weltkrieges begann die Deportation der französischen Juden in die Vernichtungslager. Zyguels Vater wurde im August 1941 bei einer Razzia festgenommen. Nach der Rafle du Vélodrome d’Hiver versuchte die Familie in die unbesetzte Zone zu fliehen. Die vier ältesten Kinder Hélène, Marcel, Maurice und Léon sollten zuerst gehen, die Mutter wollte mit den beiden jüngsten Kindern später zu ihnen stoßen. Ende Juli wurden Leon Zyguel und seine drei älteren Geschwister in der Nähe von Mont-de-Marsan von der Feldgendarmerie verhaftet und im Camp de Mérignac interniert. Marcel Zyguel gelang von dort die Flucht. Die anderen drei Geschwister wurden im August 1942 ins Sammellager Drancy verlegt. Dort trafen sie ihren Vater wieder. Zusammen mit ihm wurden sie am 21. September 1942 mit dem Konvoi Nr. 35 nach Auschwitz deportiert, wo Hélène Zyguel direkt nach der Ankunft vergast wurde. Léon Zyguel wurde wie sein Vater und Bruder verschiedenen Arbeitskommandos zugeteilt. Nachdem sich die Gesundheit des Vaters verschlechtert hatte, sollte er auf eine Krankenstation verlegt werden. Leon Zyguel sah seinen Vater nie wieder.
Im Januar 1945 wurde Zyguel von Auschwitz in einem Todesmarsch ins KZ Groß-Rosen getrieben, von wo er in einem offenen Zug-Waggon in das KZ Buchenwald gebracht wurde. Dort schloss er sich dem Widerstand im KZ Buchenwald an. Am 11. April 1945 nahm Zyguel am bewaffneten Aufstand teil, mit dem die Häftlinge die Leitung des Lagers übernahmen.
Zyguel war ein Teilnehmer der Trauerkundgebung des Internationalen Lagerkomitees für die Toten von Buchenwald am 19. April 1945 und leistete dort auch den Schwur von Buchenwald. Sein Bruder Maurice und er waren zwei von 23 Überlebenden der 1.028 Deportierten des Konvois Nr. 35. Am 1. Mai 1945, seinem 18. Geburtstag, konnte er nach Frankreich zurückkehren.
Seit den 1960er Jahren lebte Zyguel in Montreuil. Er engagierte sich in Zeitzeugengesprächen in Schulen und auf Veranstaltungen gegen das Vergessen. Zyguel war Präsident der Fédération nationale des déportés et internés résistants et patriotes (FNDIRP) und Leiter der Sektion Montreuil der FNDIRP. Daneben war er Initiator und Organisator der Gründungsversammlung der Seine-Saint-Denis-Delegation der Amis de la Fondation pour la Mémoire de la Déportation (AFMD). Zyguel war Ritter der Ehrenlegion. 1998 sagte er im Prozess gegen Maurice Papon aus.
2014 trat Zyguel im Spielfilm Die Schüler der Madame Anne als Zeitzeuge auf.
Am 29. Januar 2015 starb Léon Zyguel im Alter von 87 Jahren. Im Mai 2017 wurde im 20. Arrondissement von Paris eine Grünanlage nach ihm Jardin Léon-Zyguel benannt.